# Jure Pellegrini
Jure Pellegrini es un deportista esloveno que compitió en piragüismo en la modalidad de eslalon. Ganó una medalla de plata en el Campeonato Europeo de Piragüismo en Eslalon de 1996, en la categoría de K1 por equipos.

## Palmarés internacional
| Campeonato Europeo | Campeonato Europeo   | Campeonato Europeo | Campeonato Europeo |
| Año                | Lugar                | Medalla            | Competición        |
| ------------------ | -------------------- | ------------------ | ------------------ |
| 1996               | Augsburgo (Alemania) | Medalla de plata   | K1 por equipos     |